# ایندیرا گاندی آرنا
ایندیرا گاندی آرنا (به انگلیسی: Indira Gandhi Arena) یا ورزشگاه داخل سالن ایندیرا گاندی در منطقه Indraprastha Estate در ناحیه شرقی دهلی نو واقع شده‌است، این مجموعه بزرگترین سالن سرپوشیده در هند و سومین سالن سرپوشیده بزرگ در آسیا است.